# Nõva
Nõva ist eine ehemalige Landgemeinde im estnischen Kreis Lääne mit einer Fläche von 129,6 km². Sie hatte 424 Einwohner (Stand: 2010) und lag 48 km von Haapsalu entfernt. 2017 wurde Nõva Teil der vergrößerten Landgemeinde Lääne-Nigula.

## Dörfer
Neben dem gleichnamigen Hauptort (Nõva küla) gehörten zur Landgemeinde die Dörfer Hindaste, Nõmmemaa, Peraküla, Rannaküla, Tusari, Vaisi und Variku.

## Waldbrände
Im Nordosten lag ein Teil des Läänemaa Suursoo Landschaftsschutzgebietes, welches sich über die Grenzen Läänes hinaus bis auf das Gebiet Nõvas erstreckte. Die hier typischen Kiefernwälder sind von Natur aus waldbrandgefährdet. Anbei eine Liste der Waldbrände der letzten 100 Jahre:
- 1940 verbrannten 200 Hektar Land. Das Feuer brach in der Nähe des Sees Veskijärv aus. Brandursache waren Artillerieübungen der Roten Armee.

- Im September 1951 standen 2500 Hektar Wald in Flammen. Das Feuer brach ebenfalls in der Nähe des Sees Veskijärv aus. Die Brandursache ist nicht geklärt. Es gibt 2 mögliche Versionen:

1. Das Feuer wurde von drei estnischen Aufklärern absichtlich gelegt, um die Grenzpatroulien abzulenken.
2. Die Brandursache ist auf militärische Übungen zurückzuführen.

- Im Mai 1982 verbrannten 567 Hektar. Das Feuer wurde durch einen Blitzeinschlag zwischen den Seen Veskijärv und Tänavjärv entzündet.

- Im Juli 1992 gingen 550 Hektar Wald in Flammen auf. Der Brandherd lag mitten im Wald und wurde augenscheinlich von 2 russischen Kampfflugzeugen ausgelöst, die über das Waldstück hinweg flogen. Augenzeugen hörten Detonationen.

- Im August 1997 wurde ein Feuer durch Unachtsamkeit von Parkbesuchern in der Nähe des Sees Tänavjärv ausgelöst. 700 Hektar Wald verbrannten.

- Im August 1999 verbrannten 100 Hektar Wald und Moor. Die Brandursache ist ungeklärt.

- Im Mai 2008 verbrannten über 800 Hektar Waldfläche. Das Feuer brach in der Nähe des Sees Tänavjärv aus. Brandursache: Unachtsamkeit.